# Tinkara Kovač

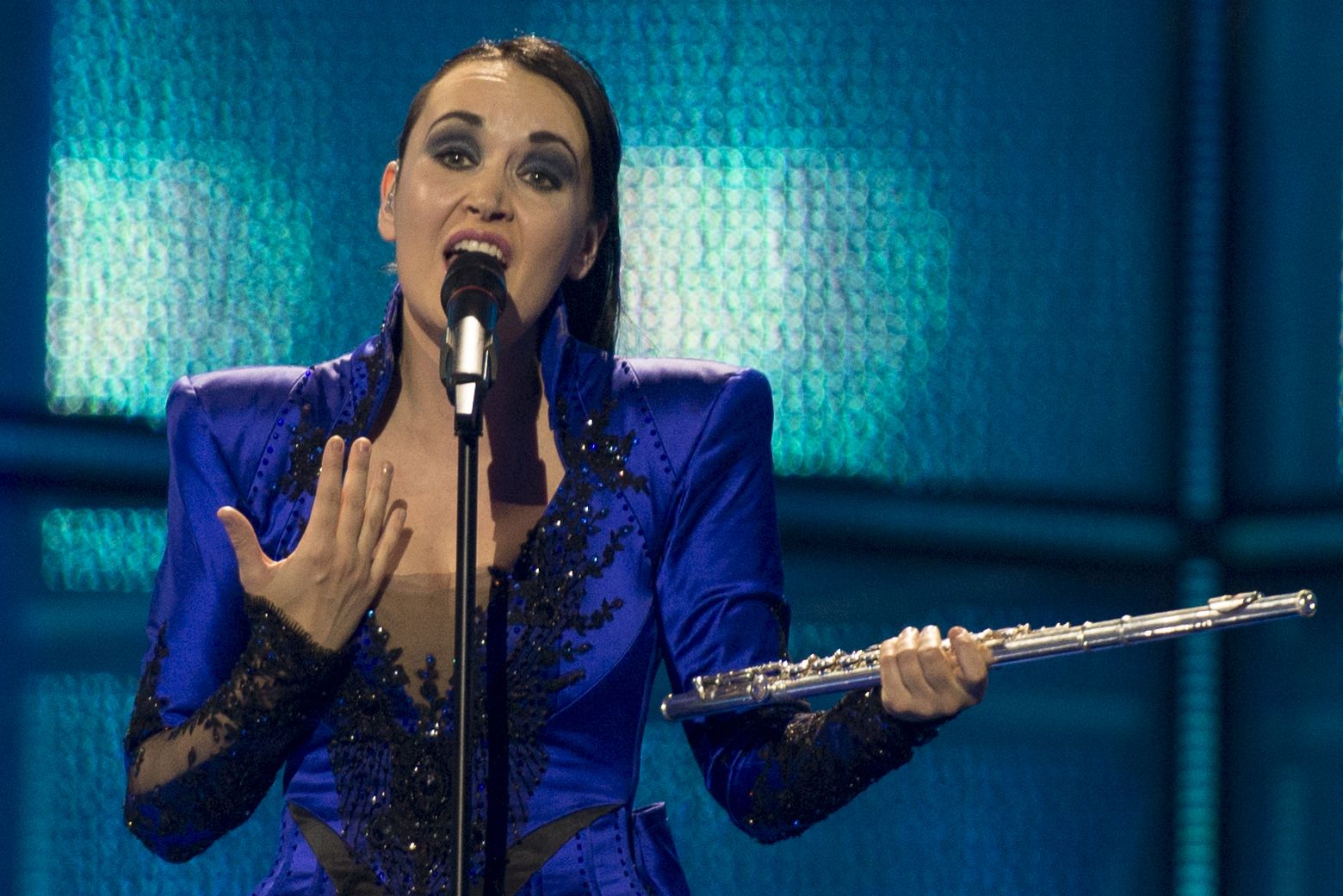
Tinkara Kovač durante su actuación en la semifinal de Eurovisión.

Tinkara Kovač (n. Koper, Eslovenia, 3 de septiembre de 1978) es una cantante, música y profesora eslovena. Fue la representante de Eslovenia para el Festival de la Canción de Eurovisión 2014.

## Biografía
Nacida en la ciudad eslovena de Koper en el año 1978.
Desde joven le entró su gran afición por la música, teniendo como grandes influencias musicales a U2, KT Tunstall, Imogen Heap, Pink Floyd, Coldplay y Jethro Tull.
Realizó sus estudios al trasladarse a Italia, donde estudio en el Conservatorio Giuseppe Tartini de Trieste pasando a ser una flautista y profesora musical.
En el año 1997 inició profesionalmente su carrera musical, tras ganar el Premio a la cantante más prometedora del Festival de Portorož, que junto al compositor Danilo Kocjančič y a los letristas Drago Mislej y Marino Legovic, escribieron la canción ganadora y tiempo más tarde todo el material para su primer álbum.
Posteriormente en 2004 durante su cuarto concierto en la Sala Cankarjev Dom de la ciudad de Liubliana, invitó al cantante y flautista Ian Anderson de la banda de rock Jethro Tull, el cual contribuyó en gran medida a que también comenzara a tocar la flauta para su música. Al igual, Ian Anderson la invitó para que participara con la banda en su gira, llegando a actuar en Croacia, Italia, Austria y Alemania.
Más tarde también consiguió cantar junto a Robert Plant del grupo Led Zeppelin.

## Eurovisión
Tinkara Kovač, se presentó durante tres ocasiones a la Selección nacional eslovena para Eurovisión, en las que no logró representar al país en el festival y cuyos resultados fueron: en 1997 obtuvo el décimo puesto, en 1999 segundo puesto y en el 2001 terminó en quinto puesto.
Posteriormente el día 8 de marzo de 2014, se volvió a presentar a la selección nacional, la cual consiguió lograr el primer puesto y actualmente es la candidata para representar a Eslovenia en el Festival de la Canción de Eurovisión 2014, que se celebrará en el B&W Hallerne de Copenhague, Dinamarca.
La canción participante se titula "Round and Round", y es bilingüe (en inglés y esloveno). Fue escrita por ella misma, por Raay, Tina Pis y por la anterior representante del país en el festiva, Hannah Mancini.
Finalmente quedó en el puesto 25 (penúltimo), con 9 puntos.
Además fue una de las animadoras de la preselección eslovena EMA el año 2015.